# Qarahəsənli (Şərur)
Qarahəsənli è un comune dell'Azerbaigian situato nel distretto di Şərur.